# Agios Kosmas Olympic Sailing Centre
Agios Kosmas Olympic Sailing Centre var der, hvor sejlsportaktiviteterne foregik under Sommer-OL 2004 i Athen, Grækenland.  Centeret var placeret ca. 4 mil væk fra indre Athen, langs kysten. Det blev officielt åbnet d. 2. august 2002, et par uger før olympiaden. Dog var der på stadionet både testarrangementer i 2002 og i 2003. Det har en kapacitet på 1.600. 
Efter olympiaden blev sejlsportscenteret overtaget af den private sektor, Seirios AS, og det vil senere blive en marina med 1.000+ yachter, en del af den opblomstrende kyst.